# Calymmodon murkelensis
Calymmodon murkelensis är en stensöteväxtart som beskrevs av Barbara S. Parris. Calymmodon murkelensis ingår i släktet Calymmodon och familjen Polypodiaceae. Inga underarter finns listade.